# كيبو ستيوارت
كيبو ستيوارت (بالإنجليزية: Kebu Stewart)‏ مواليد 19 ديسمبر 1973 في بروكلين، هو لاعب كرة سلة أمريكي سابق. بدأ مسيرته الاحترافية في سنة 1997. تم اختياره من قبل فريق فيلادلفيا سفنتي سيكسرز خلال الدرافت. يبلغ طوله 6 قدم 8 بوصة (2.0 م). اعتزل اللعب في 2007.

## المسيرة الاحترافية
لعب مع فيلادلفيا سفنتي سيكسرز في موسم 1997–1998، ثم لعب مع أتلتيكوس دي سان جرمان في سنة 2000، ثم لعب مع نادي يونيكس قازان لكرة السلة في سنة 2003، ثم لعب مع أسكو غدينيا في سنة 2003، ثم لعب مع سي بي إستوديانتس في الدوري الإسباني في سنة 2003.

## روابط خارجية
- كيبو ستيوارت على موقع إن بي أي (الإنجليزية)
- كيبو ستيوارت على موقع سبورتس رفرنس (الإنجليزية)
- كيبو ستيوارت على موقع الدوري الإسباني لكرة السلة (الإسبانية)
- كيبو ستيوارت على موقع كرة السلة الأوروبية.كوم (الإنجليزية)
- كيبو ستيوارت على موقع كلية كرة السلة في سبورتس رفرنس.كوم (الإنجليزية)
- كيبو ستيوارت على موقع ريلجم (الإنجليزية)
- كيبو ستيوارت على موقع بروبوليرز (الإنجليزية)
- كيبو ستيوارت على موقع سبورتس رفرنس (الإنجليزية)